# 客套話
在語言學中，客套話（英語：Phatic expression）是一種服務於社會功能的溝通，例如不尋求或提供內在價值信息，但可以表示願意遵守當地傳統期望的社交禮儀。 它是一種社會實用功能，用於日常會話交流中，通常在需要社交線索的情境實例中表達。 在語音交流中，該術語的意思是“閒聊”（英語：Small talk），也被稱為“梳理談話”（英語：grooming talking，源自社會性動物的社交性梳毛行為）。
例如，諸如“你好”、“你好嗎？”、“下午好”之類的問候語。 在語音表達中，此類言語行為不屬於交流，因為沒有交流任何內容。根據人類學家布羅尼斯瓦夫·馬林諾夫斯基 (Bronisław Malinowski) 的說法，顯然“毫無目的”的言語行為—禮貌的閒聊，比如“你好嗎？”或“祝你有美好的一天”—即使它們的內容可能是微不足道的或與情況無關，但在參與者之間發揮建立、維持和管理社交紐帶的重要功能。